# Cheikh Ubeydullah
Cheikh Ubeydullah ou Cheikh Obeidallah de Chemdinan (en kurde : Şêx Ubeydullayê Nehrî, شێخ وبه‌يدوڵاي نهری) est un chef tribal et religieux kurde, né vers 1825-1830, mort en 1883. Il a conduit une série de révoltes contre l'Empire ottoman et la Perse des Kadjars avant de finir sa vie en captivité.

## Origines

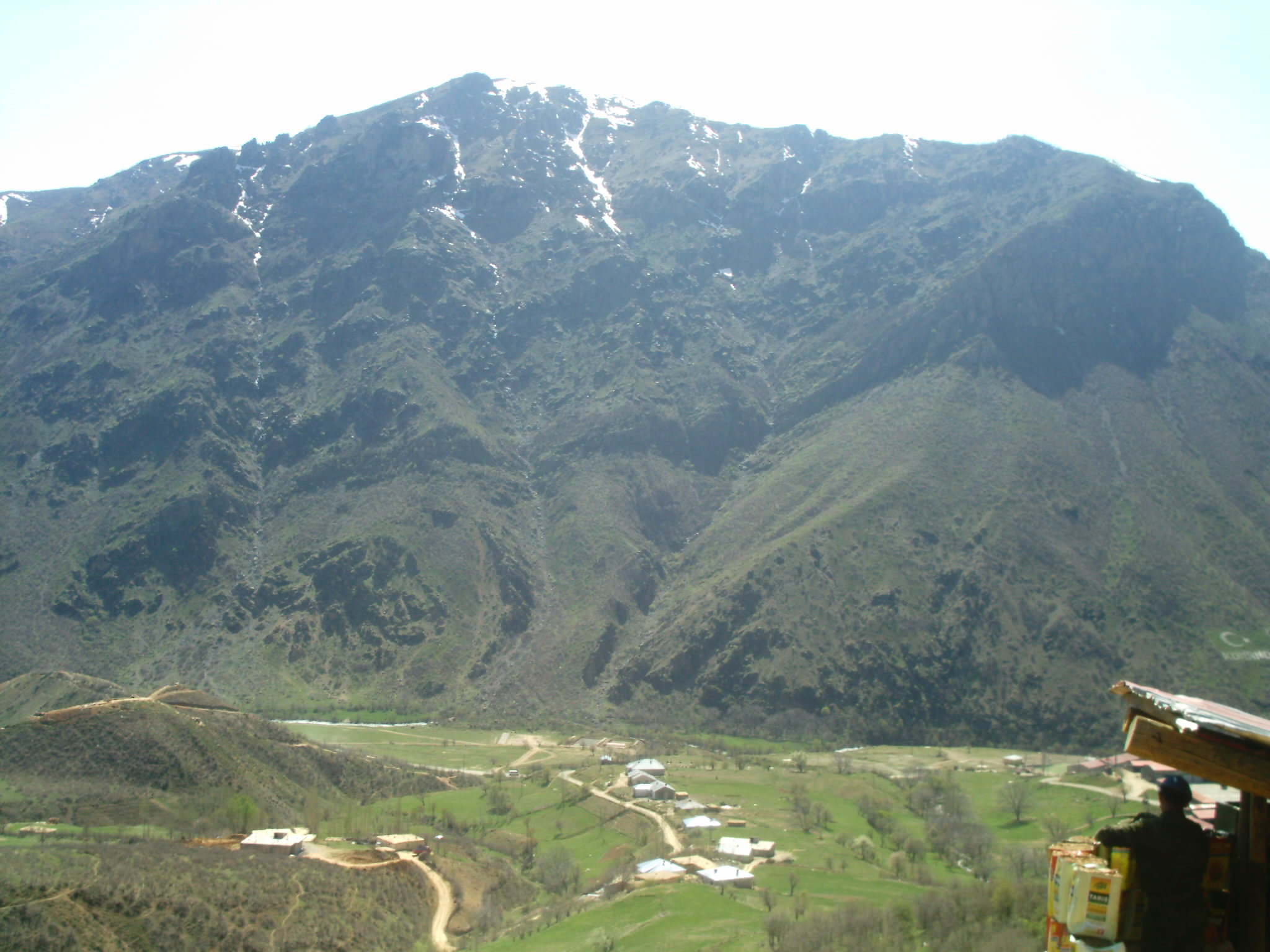
Şemdinli (province de Hakkari).

Après l'élimination de Bedirxan Beg de Botan et des autres émirs kurdes, envoyés en exil vers d'autres provinces dans les années 1840, la société kurde se trouve profondément déstructurée. La nouvelle administration des pachaliks turcs n'a que peu d'emprise sur la population et le pays tombe dans l'anarchie. Les masses ne reconnaissent plus d'autre autorité que celle des religieux musulmans, les cheikhs, chefs des ordres mystiques soufis. Ubeydullah, né peu avant 1830 à Chemdinan (ou Chemzinan, l'actuelle Şemdinli) se rattache à la prestigieuse lignée des Kadiri, descendants du cheikh Abdel Kadir al Gailani (1078-1166) implantée de longue date au Kurdistan. Par Abdel Kadir, il était un Sayyid (descendant de Mahomet). Il appartenait à la confrérie soufie des Naqshbandis. Pendant la guerre russo-turque de 1877-1878, il marche contre les Russes à la tête d'un fort contingent de volontaires kurdes. Il est complètement battu mais cette équipée renforce sa stature de chef politique en même temps que religieux. Les Ottomans lui fournissent quelques armes modernes comme les fusils Martini-Enfield.

## Révolte contre le pouvoir ottoman et perse

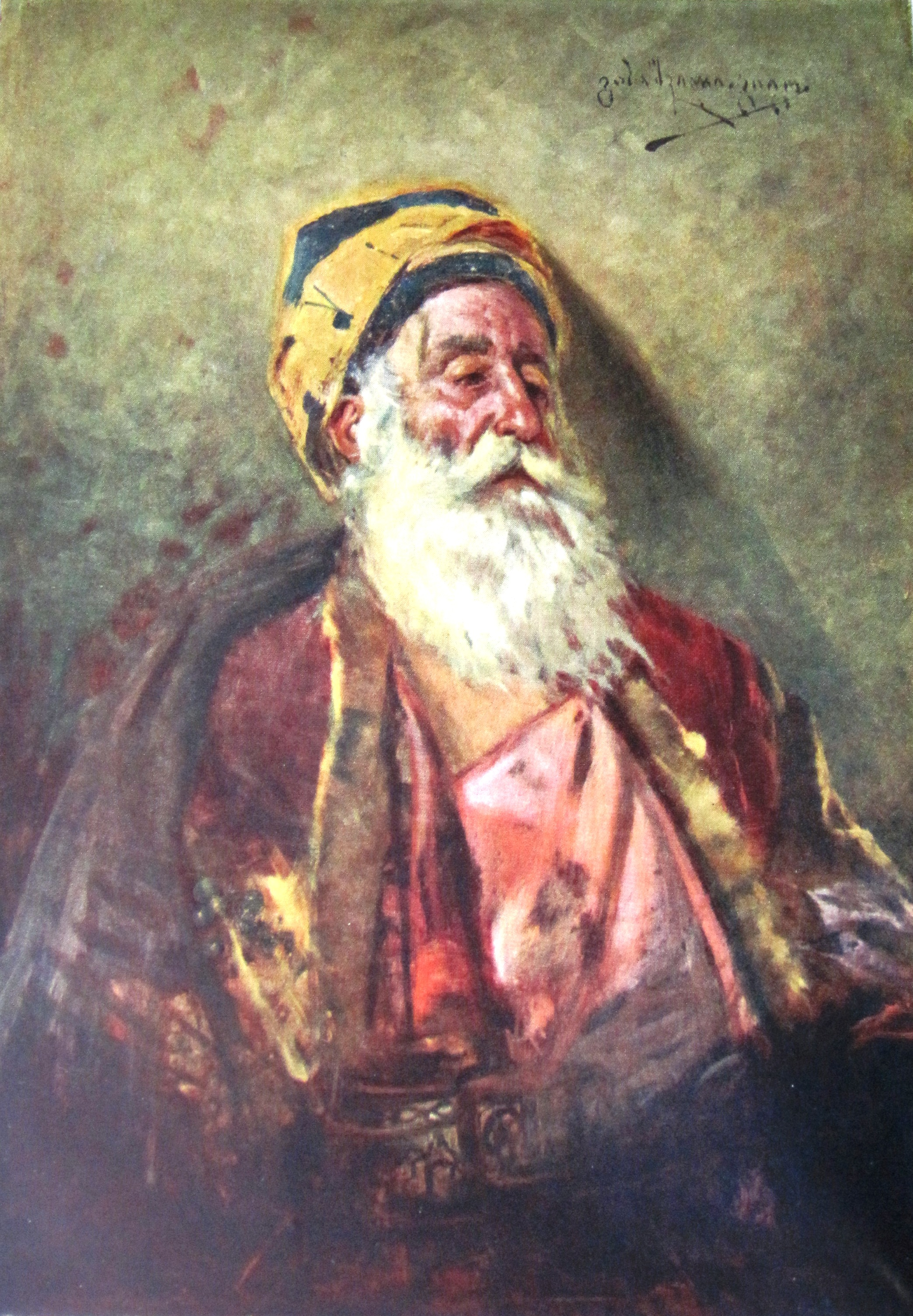
Mollah, tableau de Gigo Gabashvili, 1891.

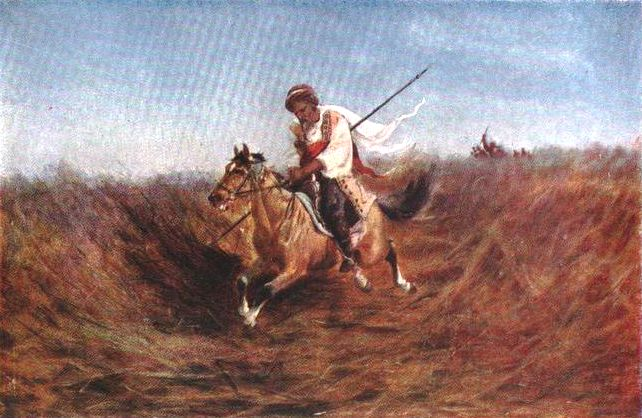
Cavalier kurde, tableau de Gigo Gabashvili (1862-1936).

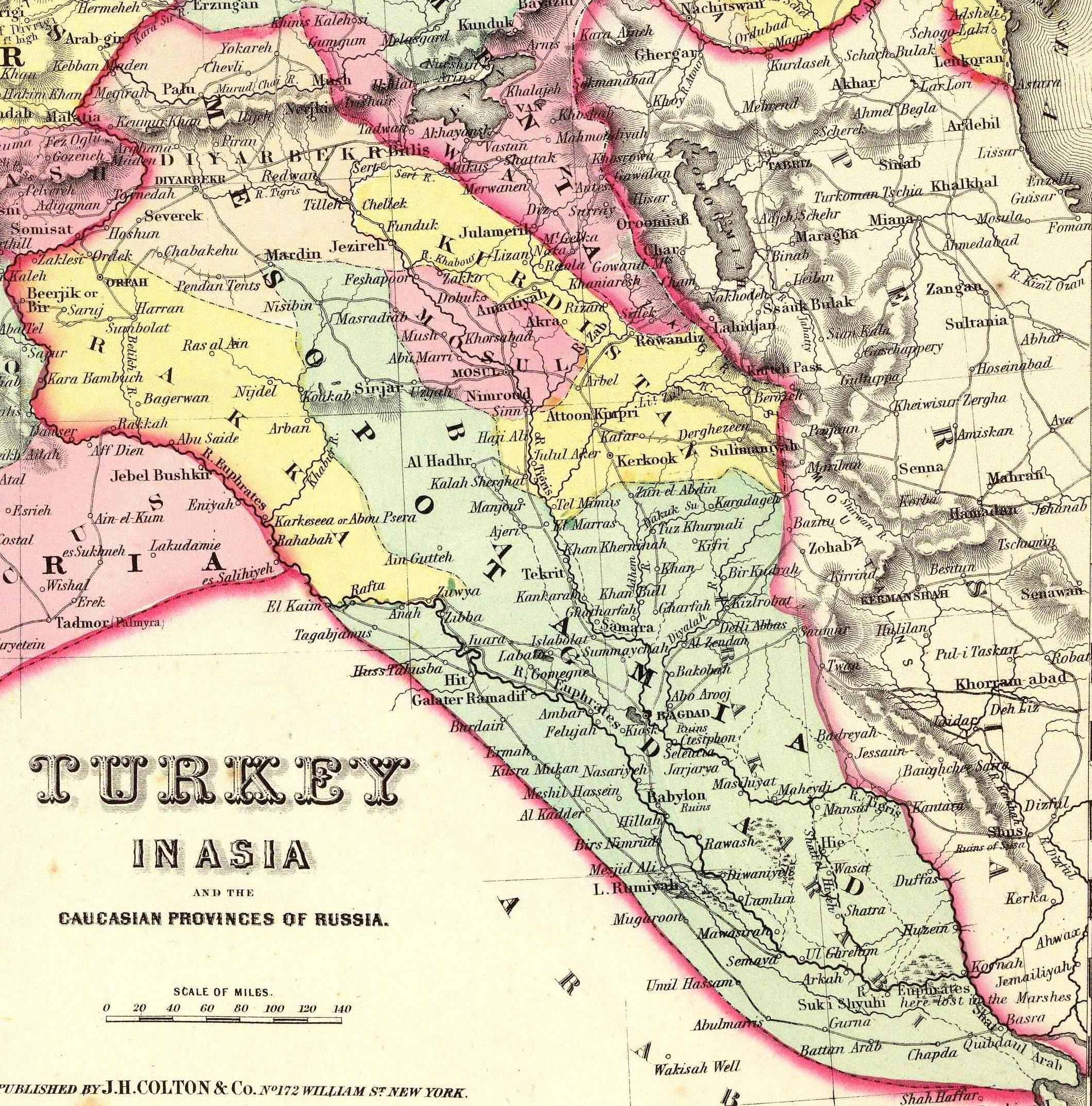
Turquie d'Asie (détail) avec la Mésopotamie, le sud du Kurdistan et l'Azerbaïdjan iranien. Carte par George Woolworth Colton, 1856.

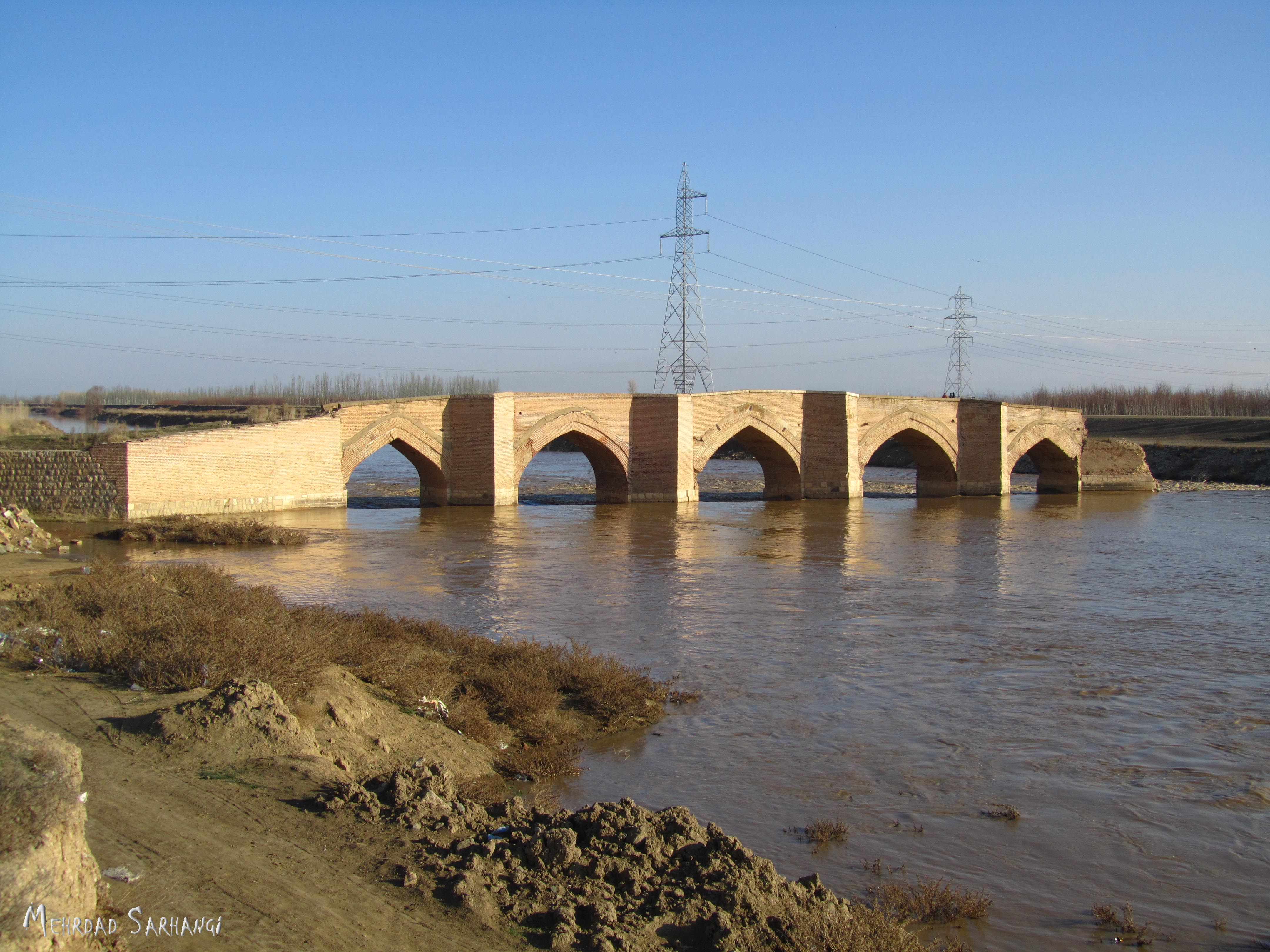
Vieux pont de Miandoab en 2012.

Cheikh Ubeydullah est profondément touché par la misère du peuple kurde, victime des famines et des ravages de la guerre. Il pense que les Kurdes n'ont plus rien à attendre des lointains pouvoirs ottoman et perse. Homme frugal, austère et profondément religieux, il est vu par ses compatriotes comme l'envoyé de Dieu. Son prestige s'appuie sur un discours millénariste et messianique. En 1880, il déclare à un envoyé britannique, le vice-consul à Başkale (ville de la province de Hakkari) :
« La nation kurde, qui comprend plus de 500 000 familles, est un peuple à part. Sa religion est différente, ses lois et ses coutumes sont distinctes… Nous sommes une nation à part. Nous voulons tenir nos affaires entre nos propres mains, que la punition de ceux qui nous nuisent soit forte et indépendante, et avoir des privilèges comme les autres nations… Ceci est notre but. Sinon, tout le Kurdistan tombera entre leurs mains et ils sont incapables de mettre fin à ces méfaits et à l'oppression qu'ils subissent par les mains des gouvernements perse et ottoman. »
Il veut faire l'unité de tous les pays kurdes de l'Empire ottoman et de la Perse. Il s'allie à la plupart des chefs tribaux par mariage ou en faisant d'eux ses disciples. Son autorité morale et celle de ses envoyés leur permettent d'arbitrer des litiges et de mettre fin à des vendettas. Il se montre généreux et hospitalier et administre des biens consacrés (waqf).
Après le traité de Berlin conclu en 1878 entre l'Empire ottoman et les puissances européennes, les Kurdes redoutent la création d'un État chrétien séparé en Arménie ottomane qui se ferait à leurs dépens. Les Kurdes en viennent à souhaiter avoir leur propre État pour se protéger. Cheikh Ubeydullah lui-même déclare :
« Voilà ce que j'ai entendu : que les Arméniens vont avoir un État indépendant à Van, que les Nestoriens auront le droit d'arborer le drapeau britannique et de se déclarer sujets britanniques. Je ne le permettrai jamais, même si je dois armer les femmes. »
Le Cheikh dirige deux révoltes, la première contre les Ottomans dans le Badinan (actuelle province de Dahuk dans le nord de l'Irak) en 1879, la seconde contre la Perse en 1880. Elles n'ont qu'un succès éphémère : il n'arrive pas à établir même une administration provisoire dans les territoires où il opère et le sac de Miandoab, en Azerbaïdjan occidental iranien, en 1880, donne une image négative des Kurdes comme indisciplinés et pillards.

## Dernières années et héritage
Battu par l'armée des Kadjars, Cheikh Ubeydullah repasser la frontière de Perse. Il est alors encerclé par les forces ottomanes et doit se rendre en juillet 1881. Conduit en captivité à Constantinople, il s'en évade mais est repris au bout de quelques mois. Il finit sa vie en exil à La Mecque en 1883,.
L'échec de la tentative d'indépendance de Cheikh Ubeydullah contribue à renforcer l'ingérence des puissances occidentales au Moyen-Orient : le Royaume-Uni et la France établissent un contrôle accru sur l'Empire ottoman tandis que les États-Unis envoient pour la première fois un ambassadeur en Perse.
Dans les années 1920, ses descendants joueront un rôle important dans l'émergence du mouvement national kurde, notamment son fils Cheikh Abdel Kader, et son neveu Sayyid Taha.